# 1326 Losaka
1326 Losaka eller 1934 NS är en asteroid i huvudbältet som upptäcktes 14 juli 1934 av den sydafrikanske astronomen Cyril V. Jackson i Johannesburg. Det har fått sitt namn efter den då Nordrhodesiska staden Lusaka.
Asteroiden har en diameter på ungefär 26 kilometer.